# ویلیام پن
ویلیام پن (به انگلیسی: William Penn) (زادهٔ ۱۴ اکتبر ۱۶۴۴ – مرگ ۳۰ ژوئیه ۱۷۱۸) بنیادگذار مستعمره پنسیلوانیا، فعال مذهبی و زمین‌دار انگلیسی بود.
او پشتیبان مردم‌سالاری و آزادی دینی بود. همچنین او از برای روابط نیکویش با سرخ‌پوستان نامور بود.
او از نخستین پیشنهاددهندگان اتحاد مستعمره‌های انگلیسی در آمریکا بود.
او پسر دریادار سر ویلیام پن بود. در ۱۶۶۱ او را از برای اندیشه‌هایش از دانشگاه آکسفورد راندند و هفت سال پس از آن هم نوشته‌هایش سبب به زندان افتادنش گردید. او به سال ۱۶۶۹ کتاب نه برخورد، نه تاج افتخار را نگاشت که این کتاب به راهنمای کوئیکرها بدل گشت. وی در ۱۶۸۲ از پایه‌گذاران انجمن کوئیکرهادر پنسیلوانیا گردید. کوشش‌هایش سبب برپایی قانونی شد که چگونگی عبادت را آزاد می‌داشت.
سال‌ها پس از مرگش رونالد ریگان، رئیس‌جمهور آمریکا، در ۱۹۸۴ ویلیام پن را شهروند افتخاری ایالات متحده خواند.